# Ginástica artística nos Jogos Pan-Americanos de 2007 - Trave
|}
A final feminina da trave da ginástica artística nos Jogos Pan-Americanos de 2007 foi realizada em 17 de julho de 2007.

## Medalhistas
| Ouro   | USA Shawn Johnson    |
| Prata  | USA Anastasia Liukin |
| Bronze | BRA Daniele Hypólito |

## Qualificação
| Pos. | Ginasta              | Pontos | Resultado |
| ---- | -------------------- | ------ | --------- |
| 1    | USA Shawn Johnson    | 16,250 | Q         |
| 2    | USA Anastasia Liukin | 15,875 | Q         |
| 3    | USA Rebecca Bross    | 15,725 |           |
| 4    | USA Ivana Hong       | 15,550 |           |
| 5    | BRA Jade Barbosa     | 15,175 | Q         |
| 6    | CAN Charlotte Mackie | 14,725 | Q         |
| 7    | BRA Daniele Hypólito | 14,700 | Q         |
| 8    | USA Samantha Peszek  | 14,650 |           |
| 9    | BRA Lais Souza       | 14,600 |           |
| 10   | BRA Khiuani Dias     | 14,550 |           |
| 11   | CAN Peng-Peng Lee    | 14,475 | Q         |
| 12   | ARG Virginia Deluzio | 14,400 | Q         |
| 13   | MEX Elsa García      | 14,300 | Q         |
| 14   | CUB Yahanara Sese    | 14,300 | R         |
| 15   | CUB Jennifer Alique  | 14,300 | R         |
| 16   | CUB Madelen Tamayo   | 14,300 |           |
| 17   | BRA Ana Silva        | 14,225 |           |
| 18   | MEX Maricela Cantú   | 14,075 | R         |

- Q - qualificada para a final
- R - reserva

## Final
| Pos.              | Ginasta              | Nota A | Nota B | Pen. | Total  |
| ----------------- | -------------------- | ------ | ------ | ---- | ------ |
| Medalha de ouro   | USA Shawn Johnson    | 6,900  | 9,250  |      | 16,150 |
| Medalha de prata  | USA Anastasia Liukin | 6,500  | 9,400  |      | 15,900 |
| Medalha de bronze | BRA Daniele Hypólito | 6,400  | 8,975  |      | 15,375 |
| 4                 | BRA Jade Barbosa     | 6,300  | 8,600  |      | 14,900 |
| 5                 | MEX Elsa García      | 6,100  | 8,425  |      | 14,525 |
| 6                 | CAN Charlotte Mackie | 6,100  | 8,325  |      | 14,425 |
| 7                 | ARG Virginia Deluzio | 5,500  | 8,375  |      | 13,875 |
| 8                 | CAN Peng-Peng Lee    | 6,400  | 6,850  |      | 13,250 |